# Tien (televisiezender)
Tien was een Nederlandse commerciële televisiezender.
De zender was onderdeel van Talpa Media Holding, een bedrijf van John de Mol. Andere bekende medianamen van dat bedrijf zijn Radio 10 Gold en Juize.FM. Via Talpa Producties maakte het bedrijf verscheidene programma's die voor de eigen televisiezender zijn ontwikkeld.
De zender heette tot en met 15 december 2006 Talpa, de Latijnse naam voor het nachtdier de mol wat weer een verwijzing is naar de achternaam van de oprichter. Men zond toen namelijk nog maar alleen in de avond- en nachturen uit; overdag was Nickelodeon op dezelfde zender te zien. Tot het einde toe heeft Tien 24 uur per dag uitgezonden.
Het AD meldde op 18 april 2007 dat Tien zou worden overgenomen door RTL. Hoewel dit op 24 april nog ontkend werd door John de Mol, werden daarna de geruchten steeds sterker. Op 26 juni 2007 werd door een woordvoerder bekendgemaakt dat een selectie van de programma's van Tien was overgenomen door RTL Nederland. Ook de voetbalrechten werden, net als Radio 538, overgenomen door het mediabedrijf. Veel van de presentatoren van Tien zijn meegegaan naar RTL. De naam van de zender die Tien heeft vervangen luidt RTL 8, zo maakte RTL-directeur Fons van Westerloo op 30 juni 2007 bekend in een interview met De Telegraaf.

## Programmaoverzicht
Op 27 juni 2005 presenteerde Talpa, in bijzijn van vele bekende presentatoren, het programmaschema. Op de zender waren onder meer voetbalwedstrijden uit de Eredivisie en al bekende programma's als Big Brother en Expeditie Robinson te zien.
De programmering van Tien kwam grotendeels overeen met zijn voorganger Talpa. De nieuw bijgekomen uren werden in de eerste maanden vooral gevuld met herhalingen van eerder uitgezonden programma's in een carrousel. Een van de programma's die wel nieuw waren was Tijd voor Tien. Ook zond Tien homeshoppingprogramma's uit, iets wat Talpa niet gedaan had. En er waren meer interactieve spellen te zien.

## Presentatoren
Talpa wist een groot aantal bekende televisiepersoonlijkheden aan zich te binden: onder anderen Linda de Mol (de zus van John jr.), Beau van Erven Dorens, Bridget Maasland en Barend en Van Dorp.
John de Mol had presentator Jack Spijkerman van het VARA-programma Kopspijkers ook aangeboden om voor Talpa te komen werken. De VARA was echter van mening dat Spijkerman in verband met zijn contract nog bij hen moest blijven werken. In juli 2005 werd toch een overeenkomst gesloten tussen de beide partijen, en daardoor werd het definitief dat Jack Spijkerman de overstap zou maken van de VARA naar Talpa.
De meeste televisiepersoonlijkheden van de periode bij Talpa waren ook na de naamsverandering op Tien te zien. Enkele nieuwe presentatoren die speciaal voor Tien waren binnengehaald zijn Marco Verhagen en Sanne Heijen.

## Geschiedenis

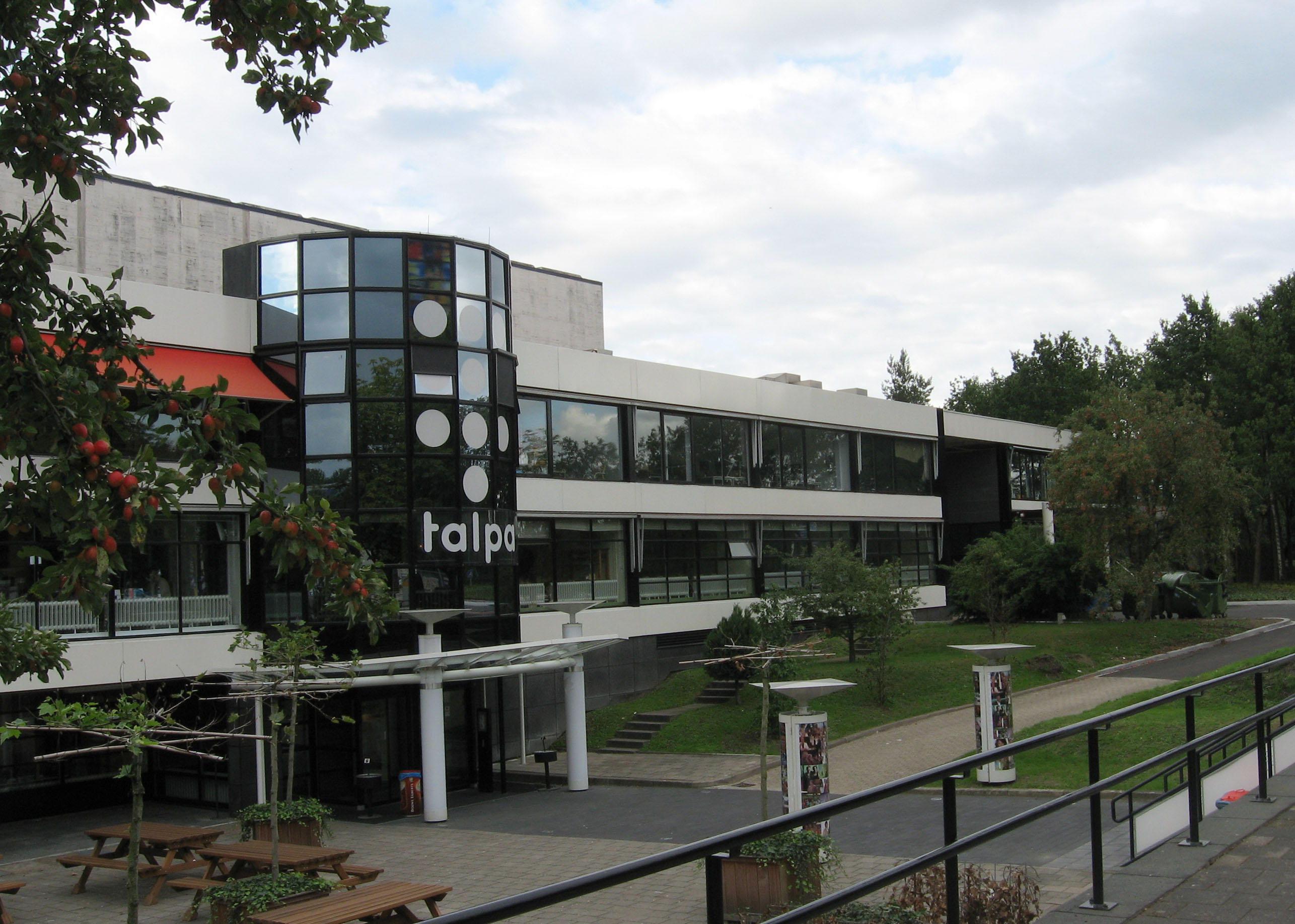
Het hoofdkantoor van Tien (toen nog Talpa geheten)

In september 2004 kocht De Mol de avondzendtijd (van 18:00 uur tot 2:00 uur) van het Nederlandse Nickelodeon. Er zou met name sport en amusement geprogrammeerd worden. De uitwedstrijden van het Nederlands voetbalelftal in het kader van hun beoogde kwalificatie voor het WK 2006 werden voor die tijd ook al uitgezonden op Nickelodeon. Twee maanden later in december, bood het investeringsbedrijf Talpa Capital van De Mol samen met de NOS op de rechten van de samenvattingen van de wedstrijden uit de Nederlandse Eredivisie.
Op 22 december 2004 maakte de Eredivisie CV bekend dat de eerste rechten van de samenvattingen van de eredivisiewedstrijden naar Talpa gingen, en bijgevolg zouden de wedstrijden uit de Nederlandse Eredivisie niet meer bij de publieke omroep te zien zijn. Dit feit deed nogal wat stof opwaaien in de Nederlandse mediawereld.

### Zendernaam
Op 16 december 2004 was op de website van het Commissariaat voor de Media te lezen dat Talpa Media Exploitatie toestemming krijgt het commerciële omroepprogramma TVNL te verzorgen. Op 21 oktober werd op een weblog al gemeld dat de TVNL was vastgelegd bij het Benelux Merkenbureau. Er werd toen een tijdje van uitgegaan dat de nieuwe zender TVNL zou gaan heten. Maar uiteindelijk werd bekend dat er een prijsvraag zou plaatsvinden, waarbij de deelnemers een mogelijke naam voor de zender konden sms'en. Gedurende een week, meer bepaald van 26 maart tot en met 2 april 2005, liep deze. Op 20 april 2005 werd de zendernaam 'Tien' bekendgemaakt. Volgens de winnaar van de sms-wedstrijd (Koen Jansen uit Tilburg) verwijst Tien naar Talpa, naar informatie en naar entertainment, maar ook naar een zendernummer dat nog niet wordt geclaimd. Verder staat 10 ook voor topkwaliteit en "Vanavond op Tien ligt goed in het gehoor". Deze argumenten maakten Jansen winnaar van een Hyundai Tucson 2.0i StyleVersion 4WD. Er waren iets meer dan 30.000 inzenders, van wie er 23 de naam Tien (al dan niet met uitroepteken) hadden bedacht.

### Rechtszaak rond zendernaam Tien
Eind april 2005 verzocht SBS Talpa Capital niet "Tien" als naam voor de nieuwe zender te gebruiken, en het stelde hiervoor een ultimatum. De reden hiervoor was dat SBS eigenaar was van de naam TV 10 en stelde in het economisch verkeer het recht te hebben de namen TV 10 en 10 exclusief te gebruiken. De naam TV 10 werd verkregen via de overname van de televisiezender Fox 8 van Fox/News Corporation. Door deze overname heeft SBS 50% van de aandelen verkregen in de holding TV 10 Holdings LLC. Deze holding is eigenaar van het televisiekanaal waar Disney XD en Veronica op uitzenden. Tevens speelde het feit dat SBS naar eigen zeggen vanaf 1 september 2005 met de digitale zender TV 10 zou beginnen (die is er uiteindelijk nooit gekomen).
Talpa Capital ging echter niet in op het verzoek van SBS, waarop SBS besloot een kortgeding aan te spannen. De kortgedingrechter in Utrecht verbood op 2 juni de naam Tien en John de Mol moest op zoek naar een nieuwe naam. Op 6 juni 2005 maakte Talpa Capital bekend dat de zender Talpa zou gaan heten. Talpa Capital liet toen ook weten dat het een bodemprocedure zou starten om alsnog Tien te mogen gebruiken. Enige uitslag bleef uit voor de start van de zender. Echter, op 31 mei 2006 besliste een rechter dat Talpa het getal tien mag gebruiken. Vanaf die dag was naast het standaardlogo in de linkerbovenhoek een cirkel met daarin het getal 10 in de rechterbovenhoek te zien.
Saillant detail is dat John de Mol Radio 10 Gold in zijn bezit heeft. De zender TV10 Gold (later TV10, Fox, Fox 8 en V8 geheten), die van mei 1995 tot februari 1996 op het kanaal van het huidige Veronica heeft uitgezonden, was op dit radiostation gebaseerd.

### Start van de zender

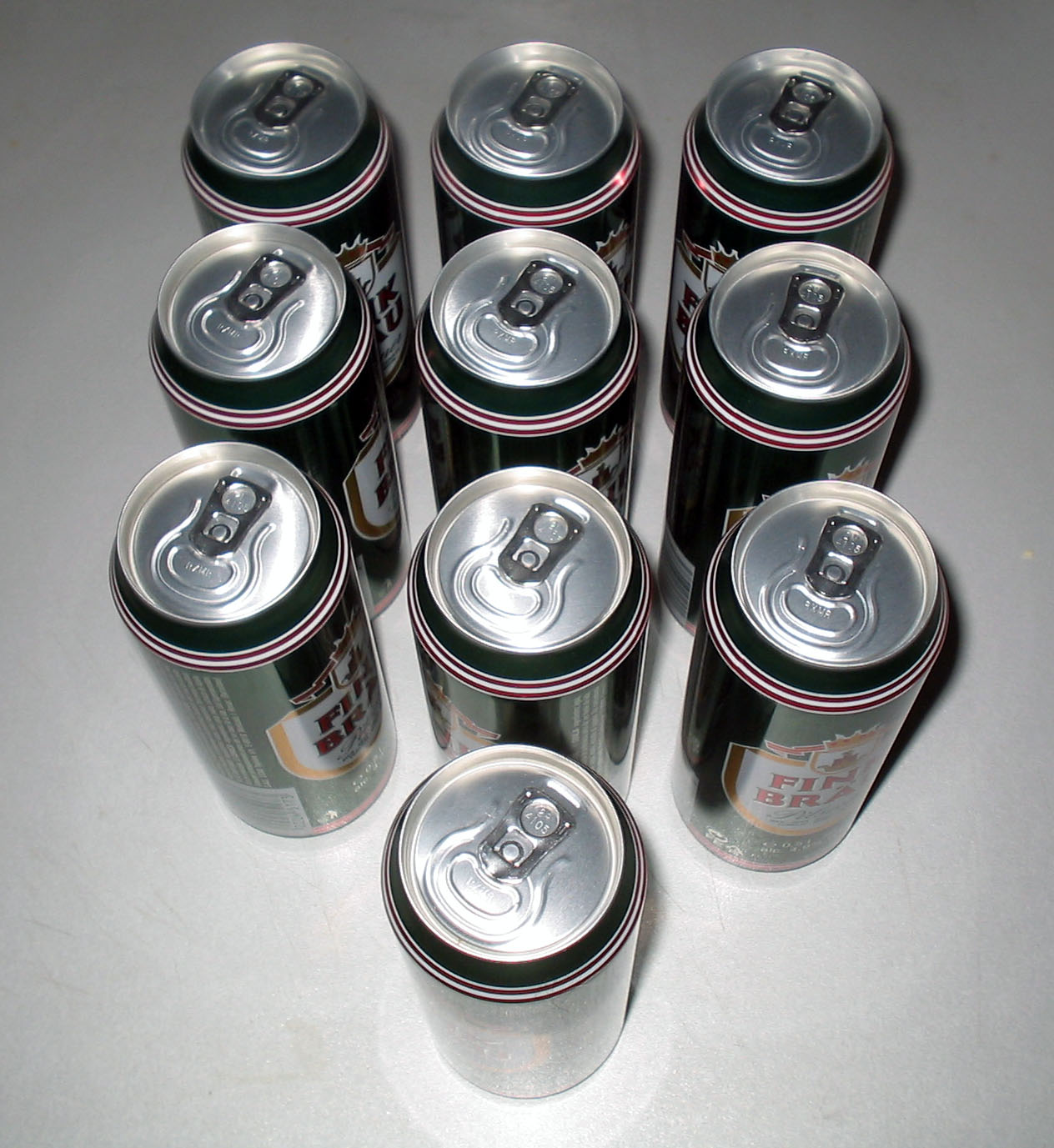
Bierblikjes dusdanig neergezet dat het Talpa-logo zichtbaar wordt: de zender liet zijn logo op een soortgelijke manier zien met verschillende andere objecten

De televisiezender werd dus gestart als Talpa en dat gebeurde officieel op zaterdag 13 augustus 2005. De eerste dag werd goed bekeken, maar afgezien van de voetbaluitzendingen bleven de kijkcijfers van de overige programmering achter bij de concurrentie.
Op 12 augustus 2005, dus nog voordat de uitzendingen officieel begonnen waren, maakte John de Mol bekend dat hij in 2006 (of toch zeker ten laatste begin 2007) al met een tweede televisienet van Talpa zou willen gaan beginnen.
Op 19 september 2006 maakte Talpa een deal met SBS Broadcasting bekend over het gebruik van de naam Tien: Talpa zou vanaf 16 december 2006 omgedoopt worden naar Tien. Een maand later, op 20 oktober van datzelfde jaar, kondigde de zender aan 24 uur per dag te gaan uitzenden. Kinderzender Nickelodeon, die samen met Talpa de zender deelde, verhuisde daarom naar The Box. Vanaf die dag is de naam van de zender veranderd in Tien.
Het kanaal zond op 15 december 2006 al diverse promo's en aankondigingen van Tien uit. Een dag later ging laatstgenoemde officieel van start.

### Programmering en kijkcijfers
De totale programmering van Talpa was niet meteen een groot succes, want de zender kampte in het algemeen met tegenvallende kijkcijfers. Vanaf het begin werd druk gesleuteld aan de zender. Maar echt veel succes had dit niet, op een aantal programma's na. In het begin werd vooral het verwijt gebruikt dat de zender nog niet door veel mensen gevonden werd en dat hij nog niet bij de andere grote Nederlandse zenders in het rijtje stond.
In het begin had het voetbalprogramma De Wedstrijden het moeilijk, hoewel het veruit het best bekeken programma van Talpa was. Echter, in vergelijking met een voetbalavond van Studio Sport werd het duidelijk een stuk minder goed bekeken. De kijkcijfers herstelden zich wel langzaam weer naar de richting van toen de wekelijkse voetbalwedstrijden nog door de NOS werd uitgezonden. De grootste mislukking van Talpa was de samenwerking met Ivo Niehe en Henny Huisman. Niehe was even te zien op Tien met zijn theatershow, maar er waren geen hoge kijkcijfers (vaak maar 350.000 kijkers). Ook de inhoudelijke samenwerking tot het ontwikkelen van nieuwe concepten voor programma's kwam niet echt van de grond. Niehe en Talpa gingen uiteindelijk uit elkaar en laatstgenoemde keerde per januari 2007 terug bij de TROS. Niehe was tevens een van de meest uitgesproken personen onder de critici over het falen van de zender in het algemeen. Huisman keerde al eerder terug naar de EO na zijn mislukte periode bij Talpa.
Met Jack Spijkerman dacht Talpa een gegarandeerd kijkcijferkanon te hebben, maar dat viel tegen. Veel meer dan drie vierde van de kijkers bleven weg bij de opvolger van Kopspijkers, genaamd Koppensnellers (400.000/500.000 kijkers). Ook het voetbaldiscussieprogramma Café de Sport, dat Spijkerman samen met Humberto Tan deed, was geen succes en werd uiteindelijk dan ook geschrapt.
Er waren echter ook successen bij Talpa. In het begin vormde het spraakmakende programma Joling & Gordon over de vloer (1,2 miljoen kijkers) met redelijke kijkcijfers een lichtpunt in de programmering. De zender kreeg in de loop van de tijd ook meer successen. Twee grote successen waren de series Gooische Vrouwen (1,6 miljoen kijkers), over de vrouwen in de mediawereld van het Gooi, en Voetbalvrouwen (1,4 miljoen kijkers). Wel gelukte overstappen van de zender waren programma's als Expeditie Robinson, dat daarvoor werd uitgezonden op Net5, alsook Postcodeloterij Miljoenenjacht (1,5 miljoen kijkers) en 1 tegen 100 (1,3 miljoen kijkers), die beide tot dan toe te zien waren geweest op Nederland 2 bij de TROS.
Voor de vooravond was men lang op zoek naar programma's die de kijkers vast konden houden. Het luchtig opgezette nieuwsprogramma NSE Nieuws kon geen vaste kijkersgroep trekken, evenmin als 7 plagen. Dat lukte uiteindelijk wel met de telenovelle Lotte (350.000 kijkers).
Ook de late avond was bij Talpa een groot probleem, voornamelijk omdat de kijkcijfers van het praatprogramma Barend en van Dorp tegenvielen en ze ook geen vaste kijkersgroep kon binden: het betrof het laatste seizoen van het programma, iets wat vooraf al bekend was. Toch lukte het met De Slimste Mens om wel een goede lateavondprogrammering op te zetten: zo'n 300.000 tot 500.000 mensen keken ernaar.
Nochtans had de benaming Talpa dermate veel negatieve bijklank dat men toch besloot om voor een nieuwe naam en licht nieuwe start te kiezen.

### Het einde
Hoewel achter de schermen Talpa in samenwerking met Technicolor Nederland in verregaande staat was van het technisch realiseren van een tweede zender, begonnen midden juni 2007 geruchten de ronde te gaan over een op handen zijnde verkoop. Op 27 juni 2007 werd definitief bevestigd dat de zender weldra zou ophouden te bestaan. De reden daarvoor waren toch de matige kijkcijfers. Hierdoor gingen de succesvolste programma's over naar RTL Nederland, waaronder De Gouden Kooi, Deal or no deal, Gooische vrouwen en het Nederlands voetbal. Radio 538 werd eveneens overgenomen door RTL Nederland. Radiozenders Radio 10 Gold en Juize.FM gingen echter niet naar RTL. Juize.FM is later in afgeslankte vorm zonder analoge kabel en zonder presentatie per 1 december 2008 alsnog als 538 Juize naar RTL Nederland gegaan.
Na de overname werd door inmiddels oud-RTL directeur Fons van Westerlo aangegeven, dat - ondanks het gemiddeld lage marktaandeel van Tien - de komst van een mogelijke tweede zender de reden was met Talpa in gesprek te gaan over een overname. Door de komst van Tien, namelijk, was er sprake van een keihard gevecht om de gunst van de adverteerders, die werden gelokt met historisch lage tarieven. Als er nog een zender bij zou komen, zouden de reclameinkomsten voor alle partijen nog meer verwateren. De uiteindelijke deal die werd gesloten, hield dan ook in dat RTL Tien zou overnemen als vierde zender, en de nieuwe Talpa zender gestaakt zou worden, in ruil voor 25% van RTL Nederland (een vierde deel, analoog aan het leveren van de vierde zender).
Op 13 augustus 2007, de dag van het tweejarig bestaan van de zender, keurde de NMa de overname van Radio 538 en een selectie uit de programma's van Tien door RTL Nederland goed. Hierop werd besloten om de zender Tien op 17 augustus 2007 op te heffen. De laatste herhalingen onder de naam Tien werden uitgezonden in de nachtelijke uren, op 18 augustus. De exacte eindtijd van Tien verschilde per aanbieder, maar lag bij alle kabelnetten rond 2 uur 's nachts, waarna overgeschakeld werd naar het signaal van RTL 8. Hierop werden tot de officiële opening later die dag promo's voor de uit te zenden programma's uitgezonden. Op satelliet werd de slotuitzending nog de gehele dag herhaald.